# La castellana di Vergi
La castellana di Vergi o La castellana di Vergy (in antico francese: La chastelaine de Vergi) è un componimento del XIII secolo lungo 948 versi, di autore ignoto. Fu composto tra il 1240 e il 1250, edito per la prima volta in Francia nel 1808 e tradotto in lingua italiana nel 1929. È ambientato in Borgogna e narra una sfortunata e tragica vicenda di amor cortese tra un cavaliere e una bella castellana.

## Trama

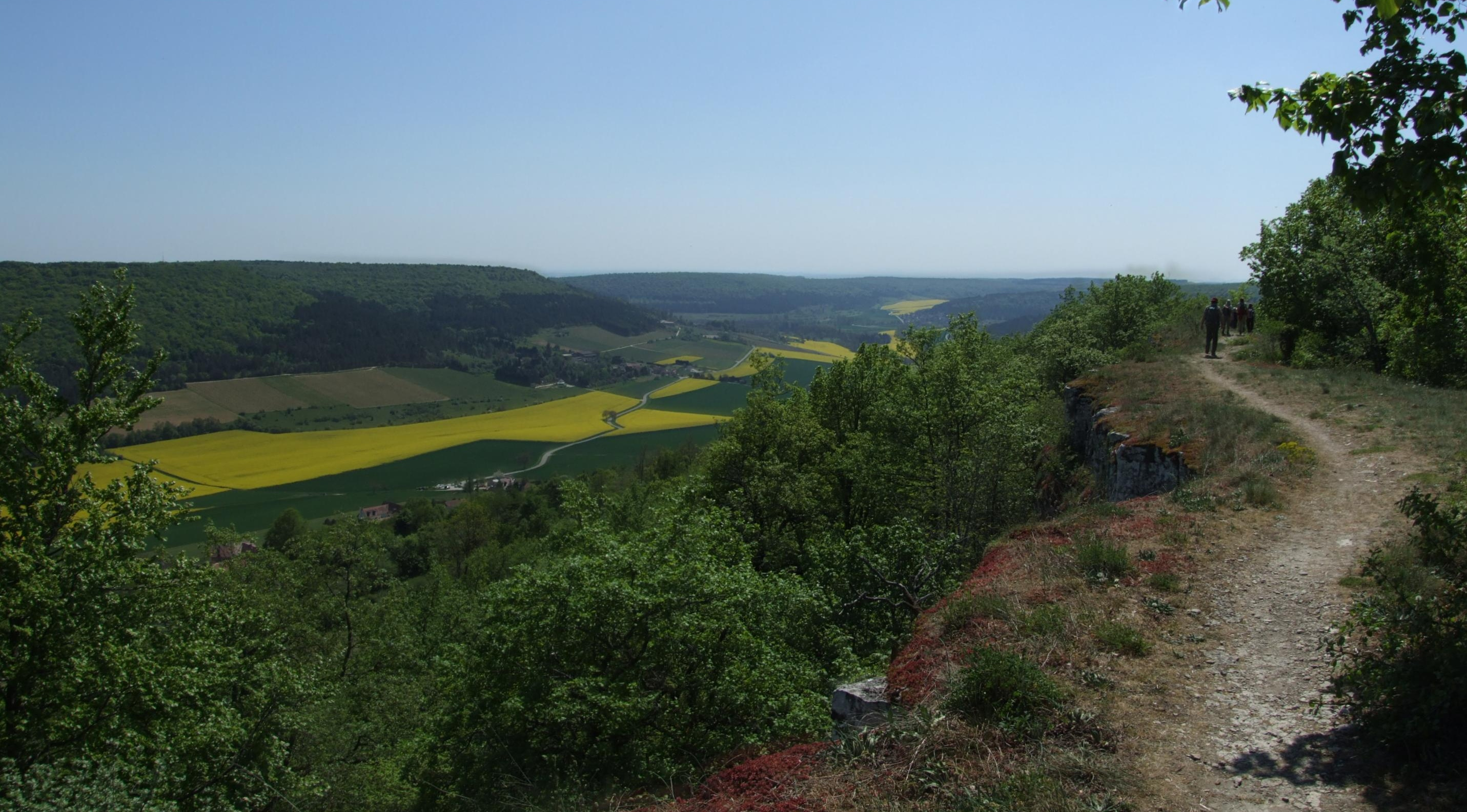
Resti del castello di Vergy in Borgogna

Guglielmo, un cavaliere, vassallo fra i più stimati dal Duca di Borgogna, ama in segreto la castellana di Vergi, giovane nipote del duca. La castellana ricambia l'amore, ma fa giurare solennemente Guglielmo di non far parola con nessuno del loro legame. Anche la Duchessa è segretamente innamorata del cavaliere; ma Guglielmo la respinge per lealtà verso il suo signore e verso la donna amata. Per vendicarsi, la Duchessa accusa Guglielmo di aver tentato di sedurla e chiede al marito di bandire il giovane dalla corte. Per difendersi ed evitare un esilio che lo priverebbe della donna amata, Guglielmo è costretto a rivelarne l'identità al Duca, dopo essersi fatto promettere riservatezza da quest'ultimo. Il Duca, che approva il legame di Guglielmo con la nipote, rassicura il giovane cavaliere. La Duchessa però riesce a carpire la verità al marito e, in occasione di un ballo, fa capire alla giovane donna di essere a conoscenza del suo legame con Guglielmo. Credendosi tradita dall'amante, la castellana muore di dolore. Guglielmo, trovando il corpo senza vita della giovane, si uccide. Il Duca, che ha appreso dalla cameriera della castellana come la duplice tragedia sia nata dalla malvagità della propria moglie, si reca nel salone delle danze e uccide la Duchessa, decapitandola con un colpo di spada davanti a tutti; chiede poi ai cortigiani di seppellire insieme i due giovani amanti e annunzia infine la sua partenza come crociato per la Terra santa da cui non intende più fare ritorno.

## Struttura
La chastelaine de Vergi è un componimento poetico in ottosillabi, un metro molto utilizzato in epoca medioevale nei componimenti poetici francesi e provenzali. L'ottosillabo, corrispondente al novenario italiano tronco o piano, derivava dal dimetro giambico mediolatino, ed era utilizzato sia nei lai che nei fabliau. La chastelaine de Vergi non può essere tuttavia giudicata un lai in quanto manca completamente dell'elemento fiabesco; non può essere considerata neanche un fabliau perché queste ultime composizioni sono di tono popolaresco, gioioso e spesso osceno, mentre l'ambito culturale in cui si situa La chastelaine è quello  del fin'amor. La chastelaine de Vergi deve essere considerato pertanto uno dei primi esempi di novella in versi.
I temi de La chastelaine de Vergi, la cui protagonista femminile fu indicata come modello di fedeltà, sono quelli tradizionali del fin'amor:
- l'idillio segreto tra il cavaliere valoroso e la bella castellana;
- la celebrazione della gioia d'amore (il joi trobadorico);
- il distacco dei due amanti;
- l'elemento perturbante.

Dei temi tradizionali del fin'amor ne La chastelaine de Vergi mancano tuttavia:
- il tema della conquista della donna amata;
- il tema delle gesta eroiche compiute del protagonista maschile[5].

## Fortuna letteraria
La vicenda dei due amanti ebbe un grande successo in tutta Europa già presso i contemporanei. Si contano oltre venti manoscritti medievali con il testo de La chastelaine de Vergi.  Vi si ispirarono, inoltre, numerose altre opere letterarie, teatrali o figurative, e il successo continuò fino all'età romantica. 

### Riprese letterarie
Le imitazioni o le rielaborazioni letterarie sono state numerose sia in Francia (una sua versione in prosa è contenuta, per esempio, nell'Heptaméron di Margherita d'Angoulême) che in Italia. Nella letteratura italiana la vicenda è stata ricordata fra gli altri  da Boccaccio, è stata ripresa nel cantare La dama del Vergiù, attribuita ad Antonio Pucci, e ha dato origine alla novella La Dama del Vergiere del Bandello.

### Arti figurative
La grande popolarità de La chastelaine è testimoniata, fra altro, da:
- presenza di cofanetti in avorio finemente intarsiati, risalenti al XIV secolo, sui quali sono riprodotte scene de La chastelaine, offerti spesso come regalo di nozze. Uno di questi cofanetti può essere ammirato nella Sala degli avorî del Museo nazionale del Bargello a Firenze[10];
- affreschi nella la camera nuziale di Paolo di Gherardo Davizzi e di Lisa di Albertozzo Alberti nel palazzo Davizzi-Davanzati a Firenze[11].